# Lővei Mária
Lővei Mária, Hortobágyiné Lővei Mária (Sztálinváros, 1960. június 15. –) tornász, olimpikon, magyar bajnok.
Az 1976-os montreáli olimpián a női torna összetett csapatversenyében 4. helyen végzett magyar csapat tagja.

## Sportpályafutása
1966-ban kezdett a Dunaújvárosi Kohász SE-ben tornászni, Horváthné Elek Anna irányításával. 1972-ben az úttörőolimpián az első korcsoportos lányok csapatában ezüstérmet szerzett. Ugyanebben az évben a serdülő országos bajnokságon felemás korláton, és a Dunaújvárosi Kohász SI csapatával csapatban is bajnoki címet szerzett. Az I. osztályú serdülő bajnokság egyéni összetett versenyén bronzérmes lett. A Dunaújvárosi SI csapatával a bajnoki címüket 1973-ban megvédték. Az 1974-es X. Nyári Úttörő Olimpián iskolája csapatával aranyérmet szerzett.
1973-ban került be az ifjúsági tornász-válogatott keretbe. 1975-ben (15 éves korában) a felnőtt válogatottnak is tagja lett. 1975-ben a Magyarország−Bulgária női ifjúsági tornász találkozón a szerenkénti döntőben gerendán az 1. helyet szerezte meg.
1975-ben az ifjúsági országos bajnokságon egyéni összetettben, felemás korláton és gerendán is bajnoki címet nyert, lóugrásban Óvári Éva mögött ezüstérmes lett. 1976. márciusban Budapest nemzetközi női tornász bajnokságán a lóugrás szerenkénti döntőjében ezüstérmet szerzett.
Magyarország képviseletében vett részt az 1976-os montreáli olimpia tornaversenyein, ahol a magyar válogatott csapatban a 4. helyen végzett. A csapatversenyen elért 23. helyezése alapján jogosult lett volna az összetett egyéni döntőben való indulásra, azonban egy nemzetből csak hárman vehettek részt, így ő nem szerepelhetett.
1976-ban az I. osztályú női torna csapatbajnokságon a Dunaújvárosi Kohász SE tagjaként magyar bajnoki címet szerzett. Az 1931 óta rendezett felnőtt női csapatbajnokságokon ez volt az első alkalom, hogy vidéki csapat szerezte meg az első helyet.
1977-ben a Budapesti Honvéd SE nemzetközi egyéni meghívásos tornaversenyén lóugrásban ezüstérmet nyert.
1978-ban még ifjúságiként a felnőtt magyar bajnokságon lóugrásban bajnoki címet szerzett. Ugyanebben az évben beválogatták a női tornász világbajnokságra készülő keretbe.

## Sportpályafutása befejezése után
Pályafutása befejeztével 1982-től Székesfehérvárra került testnevelő tanárnak. Figyelme a szinkronkorcsolyázás felé fordult, és a 2003-ban országos bajnokságot nyert Székesfehérvári Curling Egylet edzője volt. 2008-ban a Fejér Megyei Diáksport Szövetségben a zenés gimnasztika szakág vezetője és a magyar szinkronkorcsolya válogatott erőnléti edzője. 2011-ben a Fit-Kid Országos Grand Prix magyar bajnokság Székesfehérváron rendezett nyitó fordulójának főszervezője volt. 2022-ben a  Székesfehérvári Széna Téri Általános Iskola testnevelőjeként nyugdíjba ment.

## Díjai, kitüntetései
- 1976: Pro Urbe (Dunaújváros)[28]